# Лазиска Горне
Лазиска Горне (пољ. Łaziska Górne) је град у Пољској у Војводству Шлеском у Повјату миколовском. Према попису становништва из 2011. у граду је живело 22.279 становника.

## Становништво
Према прелиминарним подацима са пописа, у граду је 2011. живело 22.279 становника.
| 2002.  | 2011.  | 2012.  |
| ------ | ------ | ------ |
| 22.070 | 22.279 | 22.467 |